# Стерџил Симпсон
Џон Стерџил Симпсон (енгл. John Sturgill Simpson; Џексон, 8. јун 1978) амерички је кантаутор и глумац.

## Биографија
Рођен је у Џексону. Средње име, Стерџил, потиче од девојачког презимена његове бабе по оцу које долази из града у коме је рођена, Вертланда. Отац му је био полицајац државе Кентаки који је раније радио на тајном задатку. Због очевог посла, породица се преселила у Версај, изван Лексингтона, где је похађао средњу школу. Изјавио је да није био „одличан ученик”. Родитељи су му се развели када је био у седмом разреду. Каже да је „једва дипломирао”, а током последње године уписао се у Америчку ратну морнарицу.

## Дискографија
Студијски албуми
- (2013)
- (2014)
- (2016)
- (2019)
- (2020)
- (2020)
- (2021)

## Филмографија
| Улоге Стерџила Симпсона |                             |               |              |          |
| Година                  | Српски назив                | Изворни назив | Улога        | Напомена |
| 2019.                   | Мртви не умиру              |               | зомби        |          |
| 2020.                   | Лов                         |               | Ванила Најс  |          |
| 2023.                   | Убиства под цветним месецом |               | Хенри Грамер |          |
| 2023.                   | Творац                      |               | Шипли        |          |